# Echinocereus apachensis
Echinocereus apachensis är en kaktusväxtart som beskrevs av W. Blum och Rutow. Echinocereus apachensis ingår i släktet Echinocereus och familjen kaktusväxter. Inga underarter finns listade i Catalogue of Life.

## Bildgalleri

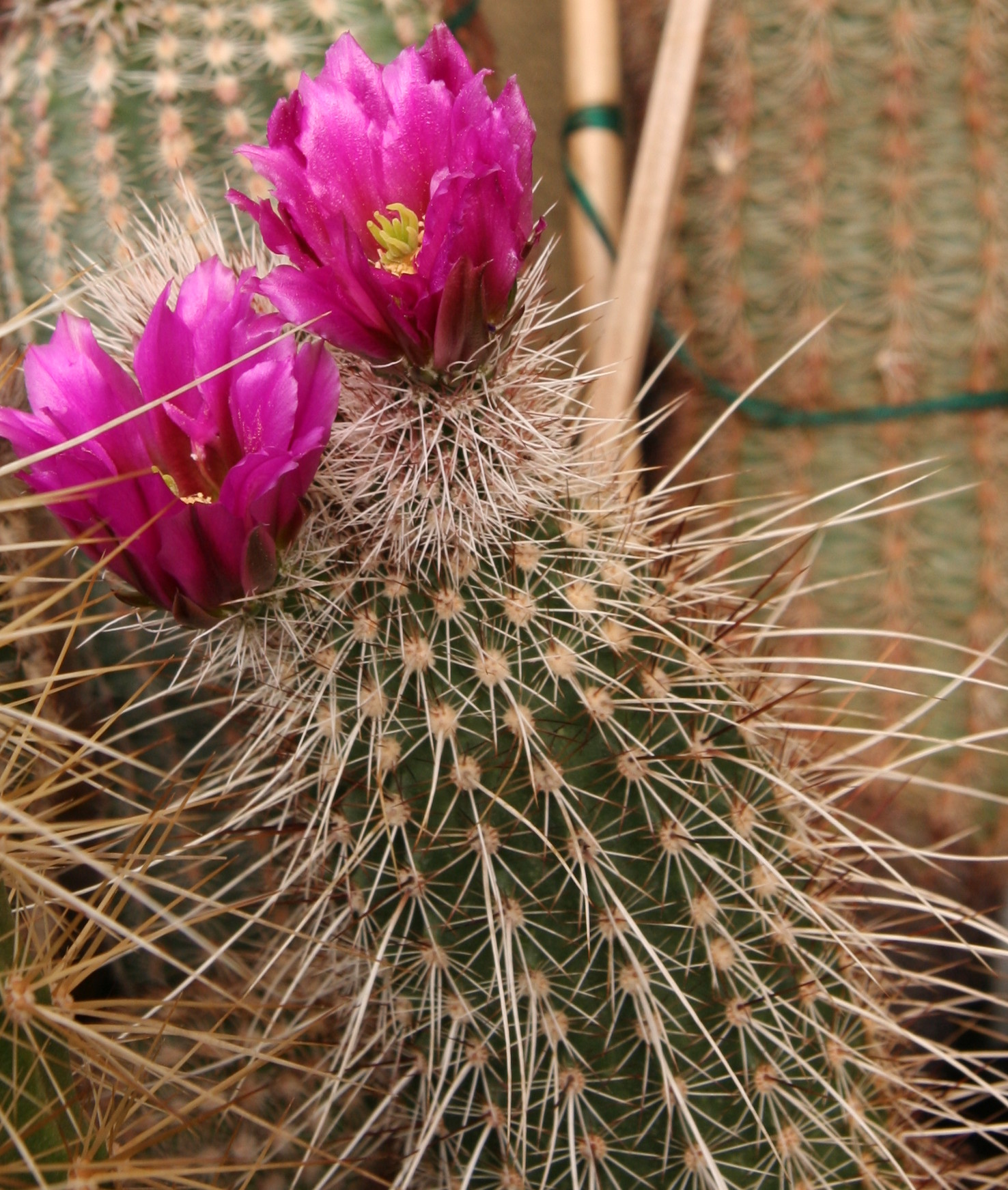